# Fran Rico
Francisco Manuel Rico Castro (Portonovo, Pontevedra, 3 de agosto de 1987) es un exfutbolista y entrenador español que jugaba de centrocampista. Actualmente es segundo entrenador del olímpicos de la Primera División de Grecia

## Como jugador

### Pontevedra CF
Fran Rico tuvo sus inicios en el fútbol en las categorías inferiores del Portonovo SD antes de dar el salto a la cantera del Pontevedra CF. Debutó con el primer equipo el 18 de diciembre de 2005, en un partido de Segunda División B contra el CD San Isidro. Principalmente fue suplente en su primer año, pero se convirtió en una parte importante del equipo en las siguientes temporadas.

### Real Madrid Castilla
En el verano de 2008, Fran Rico llegó al Real Madrid, siendo asignado al Real Madrid Castilla  en la Segunda División B.Hizo su debut el 31 de agosto, anotando su primer gol en la victoria por 2-0 ante el UD Vecindario. El 14 de septiembre, en apenas su tercera aparición, contra el CD Alfaro, sufrió una lesión del ligamento cruzado sólo ocho minutos después del comienzo del partido, y se perdió el resto de la temporada.
Trece meses después de su lesión, Rico jugó su primer partido de la temporada, contra la RSD Alcalá. El 8 de noviembre de 2009, un mes más tarde, marcó dos goles contra el Gimnástica de Torrelavega, en una victoria por 4-2.
En la primera jornada de la temporada 2010-11, Rico marcó contra Coruxo FC, en una victoria por 3-2 en casa. 

### Granada CF
El 5 de agosto de 2011, deja el Real Madrid Castilla y ficha por el Granada CF, y el Real Madrid se guarda una opción caso de una futura transferencia. Su primer gol en primera lo consigue en el empate a un tanto entre el Granada C. F. y el CA Osasuna.
Debido a problemas de lesión, apenas ha podido jugar durante la temporada 2012-13. Sin embargo, de cara a la temporada 2013-14 se recupera de sus problemas en la rodilla y se convierte en una pieza indiscutible en el centro del campo para el técnico Lucas Alcaraz. 
Tras la marcha de Alcaraz, y la llegada de Joaquín Caparrós para la temporada 2014-15, Rico se ha convertido en el pilar del centro del campo del Granada. Actualmente, Fran Rico, es el segundo capitán del Granada tras Diego Mainz, y uno de los jugadores más queridos por la afición, debido a su lucha y entrega.

### SD Eibar
El 27 de agosto de 2016 se oficializa su cesión a la Sociedad Deportiva Eibar para las dos siguientes temporadas, continuando en propiedad del Granada Club de Fútbol.

## Como director deportivo y entrenador
Tras colgar las botas como jugador en 2019, se incorpora a la dirección deportiva de la SD Eibar, donde desempeñaría un papel importante tras finalizar su etapa como jugador.
El 10 de mayo de 2022, se convierte en secretario técnico del Real Sporting de Gijón de la Segunda División de España, donde trabaja hasta el 30 de junio de 2022.
El 21 de marzo de 2023, firma como segundo entrenador de José Luis Mendilibar en el Sevilla FC de la Primera División de España.

## Clubes

### Como jugador
- Actualizado a 27 de agosto de 2016.

| Club                     | Temporada | Categoría          | Partidos | Goles |
| ------------------------ | --------- | ------------------ | -------- | ----- |
| Pontevedra               | 2005-2008 | Segunda División B | 66       | 3     |
| Real Madrid Castilla     | 2008-2011 | Segunda División B | 52       | 11    |
| Granada CF               | 2011-2019 | Primera División   | 117      | 11    |
| Sociedad Deportiva Eibar | 2016-2018 | Primera División   | 22       | 2     |

### Director deportivo y entrenador
| Club                                   | Temporada |
| -------------------------------------- | --------- |
| SD Eibar (Adjunto dirección deportiva) | 2019-2022 |
| Sporting de Gijón (Secretario técnico) | 2022      |
| Sevilla FC (2º entrenador)             | 2023-2024 |

## Estadísticas
| Club                 | Temporada     | Liga     | Liga  | Copa     | Copa  | Europa   | Europa | Total    | Total |
| Club                 | Temporada     | Partidos | Goles | Partidos | Goles | Partidos | Goles  | Partidos | Goles |
| -------------------- | ------------- | -------- | ----- | -------- | ----- | -------- | ------ | -------- | ----- |
| Pontevedra CF        | 2005–06       | 3        | 1     |          |       | —        | —      | 3        | 1     |
| Pontevedra CF        | 2006–07       | 24       | 1     |          |       | —        | —      | 24       | 1     |
| Pontevedra CF        | 2007–08       | 36       | 1     | 3        | 0     | —        | —      | 39       | 1     |
| Pontevedra CF        | Total         | 63       | 3     | 3        | 0     | —        | —      | 66       | 3     |
| Real Madrid Castilla | 2008–09       | 3        | 1     | —        | —     | —        | —      | 3        | 1     |
| Real Madrid Castilla | 2009–10       | 18       | 4     | —        | —     | —        | —      | 18       | 4     |
| Real Madrid Castilla | 2010–11       | 31       | 6     | —        | —     | —        | —      | 31       | 6     |
| Real Madrid Castilla | Total         | 52       | 11    | —        | —     | —        | —      | 52       | 11    |
| Granada CF           | 2011–12       | 19       | 2     | 1        | 0     | —        | —      | 20       | 2     |
| Granada CF           | 2012–13       | 0        | 0     | 0        | 0     | —        | —      | 0        | 0     |
| Granada CF           | 2013–14       | 32       | 2     | 1        | 0     | —        | —      | 33       | 2     |
| Granada CF           | 2014–15       | 31       | 3     | 1        | 0     | —        | —      | 32       | 3     |
| Granada CF           | 2015–16       | 21       | 2     | 3        | 1     | —        | —      | 24       | 3     |
| Granada CF           | Total         | 103      | 9     | 6        | 1     | —        | —      | 109      | 10    |
| Total carrera        | Total carrera | 216      | 23    | 9        | 1     | —        | —      | 225      | 24    |